# Superman: The Man of Steel (videogioco 1989)
Superman: The Man of Steel, a volte presentato solo come Superman, è un videogioco sparatutto su Superman pubblicato nel 1989 per molti computer del periodo: Amiga, Amstrad CPC, Atari ST, BBC Micro, Commodore 64, Acorn Electron, MS-DOS, MSX e ZX Spectrum. Venne realizzato e pubblicato dalla Tynesoft britannica, mentre le edizioni statunitensi furono pubblicate dalla First Star Software, accreditata anche per aver concesso in licenza alla Tynesoft i diritti su Superman (fu editrice del precedente Superman: The Game). A volte viene citata anche una versione per Apple II, della cui esistenza non ci sono evidenze.

## Trama
Appena arrivato in ufficio, Clark Kent viene informato di una crisi mondiale di attività sismiche anomale, e si trasforma in Superman. Sorvolando la campagna fuori da Metropolis deve sconfiggere i para-demoni, mostricciattoli umanoidi inviati da Darkseid.
Solo nelle versioni 16 bit e BBC/Electron, la successiva missione è liberare il governatore Lee e Lois Lane, tenuti prigionieri a bordo di una nave in mano a terroristi cibernetici.
In seguito (tutte le versioni) Superman deve proteggere uno shuttle attraverso un campo di meteoriti per scortare uno scienziato a un laboratorio spaziale della STAR. Giunto al laboratorio deve sconfiggere i robot impazziti al suo interno. Ripreso il controllo della stazione spaziale, deve proteggere anch'essa da un campo di meteoriti.
Nel frattempo lo scienziato ha scoperto che responsabile della crisi è una base spaziale di Lex Luthor. Superman deve raggiungere la base nemica, affrontando vari robot lungo il tragitto nello spazio (non tutte le versioni), quindi abbattere le difese esterne della base, e infine sconfiggere i robot di Luthor all'interno della stessa.

## Modalità di gioco
Ci sono tre tipi principali di livelli che si alternano più volte, con tre visuali completamente diverse. Si controlla sempre Superman con meccaniche prevalentemente sparatutto e con la possibilità di selezionare diversi superpoteri, che variano a seconda del livello e della versione del gioco. Ogni potere di attacco ha un'energia limitata che si autoricarica quando non lo si utilizza.
Nel primo livello si controlla Superman visto di spalle mentre vola in un ambiente tridimensionale e avanza costantemente verso lo schermo, come nel classico Space Harrier. Si può spostare in tutte le direzioni e deve affrontare i para-demoni che gli fluttuano di fronte e sparano. Alcune icone rappresentano i poteri disponibili, e si può selezionare un tipo di attacco alla volta, mentre l'icona del volo è costantemente attiva. In questa fase è sempre disponibile lo sguardo calorifico, ossia un raggio sparato dagli occhi tramite un mirino, mentre altri poteri a seconda della versione possono essere il supersoffio che respinge i nemici e il superpugno che colpisce a corto raggio. 
Un altro tipo di livello, che può apparire per secondo o per terzo a seconda delle versioni, rappresenta i viaggi nello spazio ed è uno sparatutto bidimensionale a scorrimento verticale continuo verso l'alto. Superman deve proteggere lo shuttle o la stazione, che lo seguono restando alla base dello schermo, distruggendo o facendogli evitare i meteoriti; ci sono inoltre meteoriti di kryptonite particolarmente pericolosi per Superman stesso. Le armi che possono essere disponibili a seconda della versione sono le stesse della fase 3D. In molte versioni c'è anche un livello senza mezzi da proteggere, ma con robot nemici che attaccano Superman. L'attacco all'esterno della stazione di Luthor può essere simile a questa fase oppure alla fase 3D, e in alcune versioni si ha un ulteriore potere che è la visione telescopica per individuare i punti deboli della stazione.
Vi sono infine fasi 2D a scorrimento orizzontale, dentro le stazioni spaziali e sul ponte della nave. Qui Superman è visto di lato e può sia volare, sia camminare sul pavimento. Alle armi che possono essere disponibili si aggiunge il supercalcio. I nemici nelle stazioni spaziali sono robot armati, anche volanti, e nel livello sulla nave (se presente) terroristi dotati di tute o mezzi volanti.
Come introduzione a ogni livello, ma non in tutte le versioni, viene mostrata una pagina di fumetti che racconta gli eventi, con testo scorrevole per una vignetta alla volta.